# Aziatic
Aziatic – czwarty album studyjny amerykańskiego rapera AZ

## Lista utworów
| Nr | Tytuł              | Czas | Producent         | Gościnnie     |
| -- | ------------------ | ---- | ----------------- | ------------- |
| 1  | "Once Again"       | 2:38 | DR Period         |               |
| 2  | "A-1 Performance"  | 3:53 | Portiay           |               |
| 3  | "Wanna Be There"   | 3:55 | Chop D.I.E.S.E.L. |               |
| 4  | "Take It Off"      | 4:23 | Chop D.I.E.S.E.L. |               |
| 5  | "The Essence"      | 3:29 | Baby Paul         | Nas           |
| 6  | "Hands In The Air" | 4:14 | Precision         | DJ Rogers Jr. |
| 7  | "Fan Mail"         | 3:36 | Miller Time       |               |
| 8  | "Paradise (Life)"  | 2:54 | Miller Time       |               |
| 9  | "Take Care Of Me"  | 3:41 | Precision         |               |
| 10 | "I'm Back"         | 3:12 | Buckwild          | Daddy Rose    |
| 11 | "Hustler"          | 4:08 | Chop D.I.E.S.E.L. | Animal & Trav |
| 12 | "Rebirth"          | 2:00 | Buckwild          |               |
| 13 | "Aziatic (Outro)"  | 0:57 | Chop D.I.E.S.E.L. |               |
| 14 | "Doing Me"         | 3:48 | Big Joe           |               |

## Użyte sample
- "Once Again" 
  - John Sebastian - "Welcome Back"
- "A-1 Performance" 
  - George Duke - "She Can Wait Forever"
- "Wanna Be There" 
  - Ronnie Dyson - "I Just Want To Be There"
- "The Essence" 
  - Mary Jane Girls - "Musical Love"
- "Fan Mail" 
  - Eddie Kendricks - "Each Day I Cry A Little"
- "Paradise (Life)" 
  - Wilbert Longmire - "Just As Long As We Have Love"
- "I'm Back" 
  - Eddie Kendricks - "Loving You The Second Time Around"
- "Hustler" 
  - The Temptations - "I'm A Bachelor"
- "Rebirth" 
  - Keith Mansfield - "Important Project" by
- "Aziatic (Outro)" 
  - Nas Feat. AZ - "Life's A Bitch"
  - AZ - "Doe Or Die"

## Pozycje na listach
Notowania albumu
- Lista Billboard 200 - 29. miejsce (2002)
- Lista Top R&B/Hip Hop Albums - 5. miejsce (2002)

Notowane utwory
- "I'm Back" 
  - Lista Hot R&B/Hip-Hop Singles & Tracks - 63. miejsce (2002)